# Temporada 1989-90 de los Orlando Magic
La temporada 1989-90 fue la primera de los Orlando Magic en la NBA, tras la ampliación de la liga de 25 a 27 equipos, entrando a formar parte de la misma junto a los Minnesota Timberwolves. La temporada regular acabó con 18 victorias y 64 derrotas, ocupando el decimosegundo puesto de la conferencia Este, no logrando clasificarse para los playoffs.

## Draft de expansión
Gracias al draft de expansión que se produce siempre que hay una ampliación de franquicias en la liga, lograron hacerse con jugadores como Sidney Green, Reggie Theus, Tyrone Corbin o Sam Vincent, entre otros.

## Elecciones en elDraft
| Ronda | Puesto | Jugador        | Posición      | Nacionalidad   | Universidad |
| ----- | ------ | -------------- | ------------- | -------------- | ----------- |
| 1     | 11     | Nick Anderson  | Escolta/Alero | Estados Unidos | Illinois    |
| 2     | 37     | Michael Ansley | A lero        | Estados Unidos | Alabama     |

## Temporada regular
| División Central      | División Central | División Central | División Central | División Central | División Central | División Central | División Central | División Central |
| Equipo                | G                | P                | %                | PD               | Casa             | Fuera            | Div              |                  |
| --------------------- | ---------------- | ---------------- | ---------------- | ---------------- | ---------------- | ---------------- | ---------------- | ---------------- |
| y-Detroit Pistons     | 59               | 23               | .720             | –                | 35–6             | 24–17            | 22–8             |                  |
| x-Chicago Bulls       | 55               | 27               | .671             | 4                | 36–5             | 19–22            | 20–10            |                  |
| x-Milwaukee Bucks     | 44               | 38               | .537             | 15               | 27–14            | 17–24            | 14–16            |                  |
| x-Cleveland Cavaliers | 42               | 40               | .512             | 17               | 27–14            | 15–26            | 14–16            |                  |
| x-Indiana Pacers      | 42               | 40               | .512             | 17               | 28–13            | 14–27            | 16–14            |                  |
| Atlanta Hawks         | 41               | 41               | .500             | 18               | 25–16            | 16–25            | 15–15            |                  |
| Orlando Magic         | 18               | 64               | .220             | 41               | 12–29            | 6–35             | 4–26             |                  |

## Estadísticas
| Rk | Jugador        | Edad | P  | PT | MP   | TC  | TCI  | %TC  | T3  | T3I | %T3  | TL  | TLI | %TL  | RO  | RD  | RT  | AS  | RB  | TAP | BP  | FP  | PTS  |
| -- | -------------- | ---- | -- | -- | ---- | --- | ---- | ---- | --- | --- | ---- | --- | --- | ---- | --- | --- | --- | --- | --- | --- | --- | --- | ---- |
| 1  | Terry Catledge | 26   | 74 | 72 | 33.3 | 7.4 | 15.6 | .474 | 0.0 | 0.1 | .250 | 4.6 | 6.6 | .702 | 3.7 | 3.9 | 7.6 | 1.0 | 0.5 | 0.2 | 2.4 | 2.7 | 19.4 |
| 2  | Reggie Theus   | 32   | 76 | 71 | 30.9 | 6.8 | 15.5 | .439 | 0.3 | 1.4 | .248 | 5.0 | 5.8 | .853 | 1.0 | 1.9 | 2.9 | 5.4 | 0.8 | 0.2 | 3.0 | 2.6 | 18.9 |
| 3  | Jerry Reynolds | 27   | 67 | 40 | 27.1 | 4.6 | 11.1 | .417 | 0.0 | 0.2 | .071 | 3.6 | 4.8 | .742 | 1.4 | 3.5 | 4.8 | 2.7 | 1.4 | 1.0 | 2.1 | 2.4 | 12.8 |
| 4  | Sam Vincent    | 26   | 63 | 45 | 26.3 | 4.1 | 9.0  | .457 | 0.0 | 0.2 | .071 | 3.0 | 3.4 | .879 | 0.6 | 2.5 | 3.1 | 5.6 | 1.0 | 0.3 | 2.1 | 1.7 | 11.2 |
| 5  | Sidney Green   | 29   | 73 | 31 | 25.5 | 4.3 | 9.1  | .468 | 0.0 | 0.0 | .333 | 1.9 | 2.9 | .651 | 2.3 | 5.8 | 8.1 | 1.4 | 0.7 | 0.4 | 1.6 | 3.2 | 10.4 |
| 6  | Otis Smith     | 26   | 65 | 35 | 25.3 | 5.4 | 10.9 | .492 | 0.2 | 0.6 | .250 | 2.6 | 3.4 | .761 | 1.8 | 2.8 | 4.6 | 2.3 | 1.2 | 0.9 | 1.6 | 2.7 | 13.5 |
| 7  | Nick Anderson  | 22   | 81 | 9  | 22.0 | 4.6 | 9.3  | .494 | 0.0 | 0.2 | .059 | 2.3 | 3.3 | .705 | 1.3 | 2.6 | 3.9 | 1.5 | 0.9 | 0.4 | 1.7 | 1.7 | 11.5 |
| 8  | Mark Acres     | 27   | 80 | 50 | 21.1 | 1.7 | 3.6  | .484 | 0.0 | 0.1 | .750 | 1.0 | 1.5 | .692 | 1.9 | 3.5 | 5.4 | 0.8 | 0.5 | 0.3 | 0.9 | 3.1 | 4.5  |
| 9  | Scott Skiles   | 25   | 70 | 32 | 20.9 | 2.7 | 6.6  | .409 | 0.7 | 1.9 | .394 | 1.5 | 1.7 | .874 | 0.3 | 1.9 | 2.3 | 4.8 | 0.5 | 0.1 | 1.3 | 1.8 | 7.7  |
| 10 | Jeff Turner    | 27   | 60 | 15 | 18.4 | 2.2 | 5.1  | .429 | 0.0 | 0.2 | .200 | 0.7 | 0.9 | .778 | 0.9 | 2.9 | 3.8 | 0.9 | 0.4 | 0.2 | 1.0 | 2.7 | 5.1  |
| 11 | Michael Ansley | 22   | 72 | 5  | 17.0 | 3.2 | 6.5  | .497 | 0.0 | 0.0 |      | 2.3 | 3.2 | .722 | 2.6 | 2.4 | 5.0 | 0.6 | 0.3 | 0.2 | 0.7 | 2.1 | 8.7  |
| 12 | Morlon Wiley   | 23   | 40 | 2  | 16.0 | 2.3 | 5.2  | .442 | 0.4 | 1.2 | .370 | 0.7 | 1.0 | .737 | 0.3 | 1.0 | 1.3 | 2.9 | 1.1 | 0.1 | 1.6 | 1.6 | 5.7  |
| 13 | Dave Corzine   | 33   | 6  | 3  | 13.2 | 1.8 | 4.8  | .379 | 0.0 | 0.0 |      | 0.0 | 0.3 | .000 | 1.2 | 1.8 | 3.0 | 0.3 | 0.3 | 0.0 | 1.3 | 1.2 | 3.7  |
| 14 | Jawann Oldham  | 32   | 3  | 0  | 12.0 | 0.3 | 1.0  | .333 | 0.0 | 0.0 |      | 0.7 | 1.7 | .400 | 1.3 | 3.7 | 5.0 | 0.0 | 0.7 | 1.0 | 1.0 | 2.0 | 1.3  |